# Rafael Pavón
Rafael Eloy Tomas Pavón Parrilla (Córdoba, Argentina, 5 de febrero de 1951) es un exfutbolista argentino, jugaba de defensa.

## Selección nacional
Ha sido internacional con la selección de fútbol de Argentina, jugando 3 partidos y en la Copa América de 1975.

### Participaciones en Copa América
| Copa              | Sede          | Resultado    |
| ----------------- | ------------- | ------------ |
| Copa América 1975 | Sin sede fija | Primera fase |

## Clubes
| Club             | País      | Año       |
| ---------------- | --------- | --------- |
| Belgrano         | Argentina | 1971-1975 |
| Real Sociedad    | España    | 1975-1976 |
| Deportivo Alavés | España    | 1976-1978 |
| Talleres         | Argentina | 1978-1982 |

## Palmarés

### Títulos locales
| Título                   | Club     | País      | Año  |
| ------------------------ | -------- | --------- | ---- |
| Liga cordobesa de fútbol | Belgrano | Argentina | 1971 |
| Liga cordobesa de fútbol | Belgrano | Argentina | 1973 |
| Liga cordobesa de fútbol | Talleres | Argentina | 1978 |
| Liga cordobesa de fútbol | Talleres | Argentina | 1979 |